# ВТУЗ-комбинат (Ижевск)
ВТУЗ-комбинат (Высшее техническое учебное заведение при Ижевских оружейном и сталеделательном заводах) — первое высшее учебное заведение в Ижевске. Занималось подготовкой квалифицированных кадров для руководства промышленностью в станкостроительной, инструментальной и металлургической отраслях.

## История
ВТУЗ-комбинат при Ижевских оружейном и сталеделательном заводах был открыт 1 сентября 1930 года. Он находился в ведении управления Ижевских заводов и подчинялся Высшему совету народного хозяйства СССР. Комбинат имел три ступени обучения продолжительностью в три года: на первой проводилась подготовка квалифицированных рабочих и бригадиров, вторая давала законченное среднетехническое образование, а третья — высшее техническое.
Не попавший в титульный список вузов ВСНХ СССР в октябре 1931 года ВТУЗ-комбинат был упразднён, а на базе его трёх ступеней организованы три самостоятельных учреждения: курсы по подготовке в техникум (I ступень), механико-металлургический вечерний рабочий техникум (II ступень) и Высшие технические курсы (III ступень).

## Здание ВТУЗ-комбината
Ижевский ВТУЗ-комбинат располагался в здании на улице Базарной возле Летнего сада (ныне — по адресу улица Максима Горького, 79). Именно здесь началась история ещё двух ижевских вузов: в 1933 году на верхнем этаже был организован Ижевский государственный медицинский институт, а в 1952 году в нём был организован Ижевский механический институт.
В 2002 году в соответствии с Постановлением Правительства Удмуртской Республики здание ВТУЗ-комбината было отнесено к памятникам архитектуры регионального значения.
В настоящее время в здании располагается офисный центр «Горького 79» под управлением ряда собственников.